# بيوبتيرين
البيوبتيرين مركب عضوي حلقي غير متجانس صيغته C9H11N5O3، ويوجد في الشروط القياسية على شكل بلورات صفراء شاحبة.
للمركب دور حيوي، فهو من العوامل المرافقة الضرورية لإنزيمات الأكسدة-اختزال داخل الجسم، وهو يتشكل من أكسدة رباعي هيدرو البيوبتيرين مع تشكل ثلاثي فوسفات الغوانوزين.
يعد المركب من مشتقات البتيريدين؛ وقد عزل لأول مرة في خمسينات القرن العشرين من بعض الحشرات والكائنات الحية الدقيقة.